# SMS Kolberg
Le SMS Kolberg est un croiseur léger, navire de tête de sa classe construit pour la Kaiserliche Marine peu avant la Première Guerre mondiale.
Commandé sous le nom de contrat « Ersatz Greif », le Kolberg a été mis sur cale le 15 janvier 1908 au chantier naval Schichau-Werke de Danzig, sous le numéro de coque 814. Il est lancé le 14 novembre 1908 puis mis en service dans la Hochseeflotte le 21 juin 1910. Sa construction aura coûté 8 181 000 marks.

## Conception
Le Kolberg avait une longueur hors-tout de 130 mètres et une longueur hors-tout de 130,50 mètres, un faisceau de 14 mètres et un tirant d'eau de 5,45 mètres à la proue et 5,73 mètres à la poupe. Il déplaçait 4 362 tonnes en charge nominale et 4 915 tonnes à pleine charge. Il était propulsé par de deux groupes de turbines à vapeur Melms & Pfenniger avec réducteurs, alimentées par un système simple de quinze chaudières au charbon, divisées en quatre chaufferies sur la ligne médiane. Ses turbines entraînaient quatre hélices à trois pales de 2,25 m de diamètre. Sa puissance était de 19 000 chevaux-vapeur (14 000 kW) produisant une vitesse de pointe de 25,5 nœuds (47,2 km/h). Le navire a toutefois dépassé ces chiffres lors des essais de vitesse, atteignant une vitesse supérieure à 26 nœuds (48,2 km/h). Le Kolberg transportait 970 tonnes de charbon et, après 1916, 115 tonnes de mazout en plus. Ce combustible lui donnait une autonomie maximale d'environ 6 250 km à 14 nœuds (26 km/h).
L'équipage comprenait 18 officiers et 349 hommes d'équipage. Il embarquait plusieurs navires plus petits, dont un navire piquet, une barge, un cotre, deux yawls et deux dinghy.
Son armement principal comprenait 12 canons simples de 105 mm SK L/45 montés sur un socle ; deux étaient placés côte à côte en avant sur le gaillard, huit au milieu du navire (quatre de chaque côté), et deux en tourelles superposées à l'arrière. Ils ont été remplacés en 1916-1917 par 6 canons de 150 mm SK L / 45. Initialement, son armement secondaire se composait de 4 canons de 5,2 cm SK L/55 (en), rapidement remplacés en 1918 par 2 canons antiaériens de 88 mm SK L/45. Le navire comprenait également 2 tubes lance-torpilles (immergés dans la quille) de 450 mm (17,7 pouces), embarquant des torpilles de 450 mm C/03. En 1918, le Kolberg a été équipé de deux tubes lance-torpilles supplémentaires de 500 mm (19,7 pouces), montés sur le pont. Ils embarquaient des torpilles de 500 mm G7. Le croiseur emportait à bord jusqu'à 100 mines marine.
Son blindage était réalisé en acier de type Krupp. De la poupe à la proue, le pont était recouvert d’une plaque de blindage. Celle-ci était de 20 mm (0,79 pouce) à la proue, de 40 mm (1,6 pouce) d’épaisseur au-dessus des locaux des machines, de 20 mm devant les locaux des machines et de 80 mm (3,1 pouces) à la proue. Les hiloires des cheminées avaient une épaisseur de 100 mm (3,9 pouces). Le château avait des côtés de 100 mm d'épaisseur et un toit de 20 mm d'épaisseur. Le blindage des magasins était de 40 mm d'épaisseur et les tourelles protégées par des boucliers de 50 mm d'épaisseur (2 pouces).

## Historique
Après sa mise en service commencent une série d'essais habituels qui ont dû être interrompus à deux reprises face au manque de personnel de la marine impériale. Ce n'est que le 14 juin 1911 que les essais purent être achevés. Commandé par le Fregattenkapitän Paul Heinrich, le navire est alors affecté à un escadron de reconnaissance de la Hochseeflotte. Cependant, le service a été interrompu à plusieurs reprises pour accompagner le yacht impérial Hohenzollern II en tant que navire d'escorte lors de voyages à l'étranger.
Au début de la Première Guerre mondiale, le Kolberg a été affecté au 2e groupe de reconnaissance de la Hochseeflotte et a servi en mer du Nord. Lorsque les navires britanniques et allemands se rencontrent à Heligoland le 28 août 1914, le Kolberg y est également envoyé, mais arrive trop tard pour intervenir dans la bataille. En décembre 1914, il a assisté au raid sur Scarborough, Hartlepool et Whitby (en). Le 16 décembre, il mouille des mines devant Scarborough pendant que les croiseurs de bataille Derflinger et Von der Tann bombardent la côte, avant d’échapper de justesse à une interception par une escadre britannique.
Jusqu'au début de 1915, le croiseur a été impliqué dans plusieurs avancées en mer du Nord afin d'assurer la pose de barrières anti-mines. Le 24 janvier 1915, durant la bataille du Dogger Bank, il a établi le premier contact avec les navires britanniques. Il a réussi à endommager le croiseur HMS Aurora, mais a dû prendre ses propres coups qui a eu pour conséquence la perte de deux membres d'équipage.
Au cours de l'été 1915, le 1er escadron a été formé. Le groupe de reconnaissance s'est déplacé vers la mer Baltique afin de soutenir l'occupation de la Baltique. Il participe en août à la bataille du golfe de Riga au cours duquel il est légèrement endommagé. En février 1916, le Kolberg relève le SMS Elbing en tant que navire amiral du 6e groupe de reconnaissance qui opère dans la Baltique. Entre le 16 décembre 1916 et le 26 avril 1917, le navire a été en cale sèche au chantier Kaiserliche Werft de Kiel : les canons de 105 mm ont été remplacés par des canons de 105 mm, deux tubes lance-torpilles ont été montés et la tour de commandement a été reconstruite.
Au cours de l'opération Albion en novembre 1917, le croiseur a participé au bombardement des batteries côtières russes tout en soutenant l'occupation des îles d'Osel et de Moon. S'ensuit ensuite une nouvelle révision au chantier naval.
À partir de la mi-mars 1918, il a soutenu le débarquement des troupes allemandes en Finlande. Le 29 septembre, il retourna à Kiel, où il débarqua une partie de son équipage destiné à rejoindre un détachement de la marine en Crimée. Il a été désarmé le 17 décembre 1918 et rayé des listes le 5 novembre 1919.

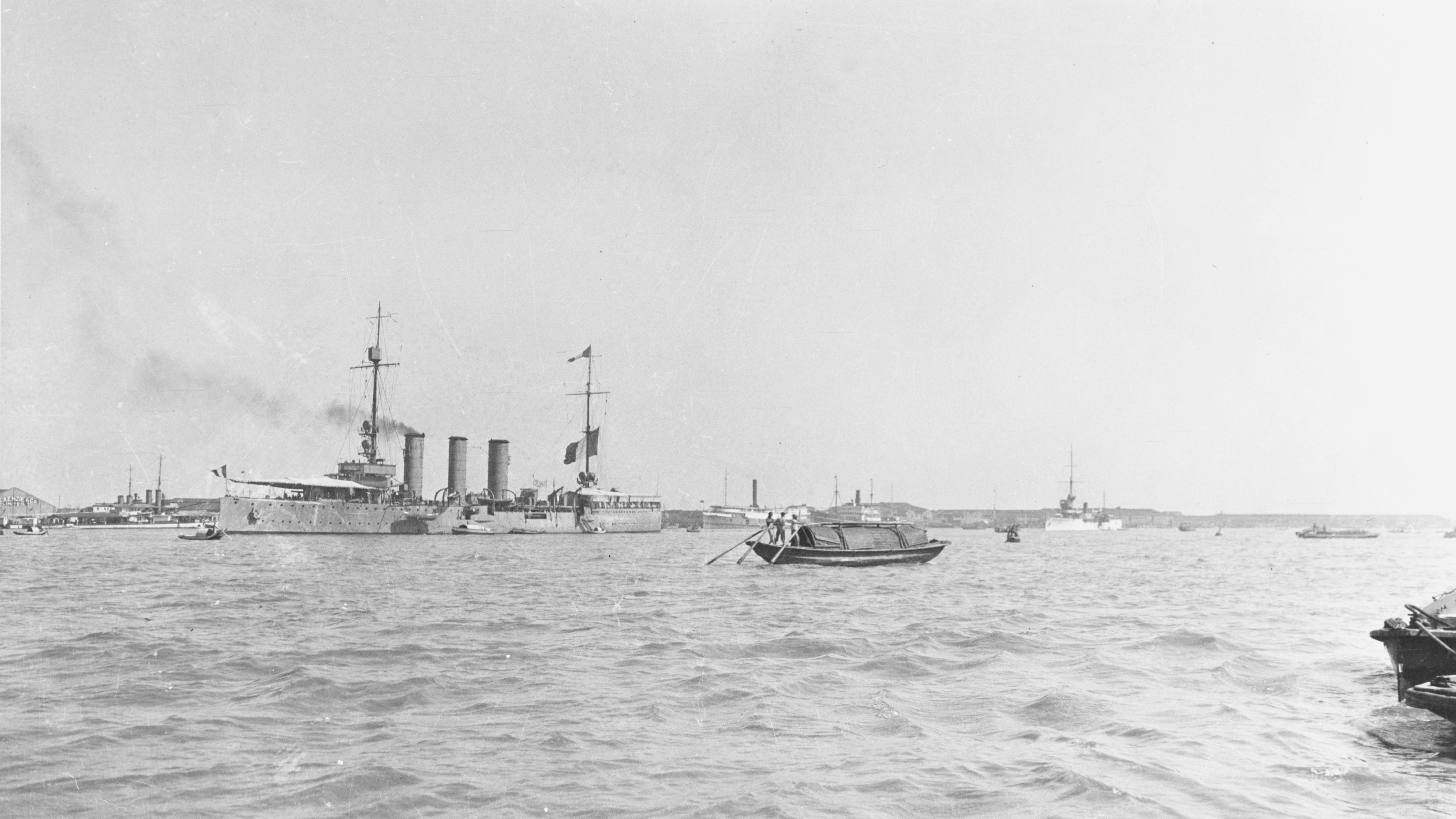
Le Colmar à Shanghai entre 1922 et 1927.

À la fin de la guerre, il est remis à la France au titre des dommages de guerre avec les croiseurs SMS Stralsund, SMS Regensburg et SMS Königsberg. Pillés avant la remise à la France, les bâtiments seront remis en état et le Kolberg entra en service à Cherbourg sous le nom de la ville d'Alsace Colmar. Il appareille pour la première fois en 1922 pour l'Extrême-Orient jusqu'en novembre 1924, avant de retourner en France en 1929 où il est démoli à Brest.

## Commandement
| De juin à septembre 1910         | Kapitän zur See Hans von Abeken                             |
| De septembre à octobre 1910      | Kapitänleutnant Paul Möller (équipage réduit)               |
| D'octobre à décembre 1910        | Fregattenkapitän / Kapitän zur See Max Hahn                 |
| D'avril à juin 1911              | Korvettenkapitän Alexander Erdmann                          |
| De juin 1911 à août 1912         | Fregattenkapitän / Kapitän zur See Paul Heinrich (de)       |
| De septembre 1912 à février 1915 | Fregattenkapitän / Kapitän zur See Wilhelm Widenmann (de)   |
| De mars à mai 1915               | Kapitän zur See Ernst Ewers                                 |
| Du 15 mai 1915 au 6 février 1916 | Fregattenkapitän / Kapitän zur See Max Kühne (de)           |
| D'août à septembre 1915          | Kapitänleutnant Erich Dolberg (suppléant)                   |
| De février 1916 à décembre 1918  | Fregattenkapitän / Kapitän zur See Kurt Frank               |
| Octobre 1918                     | Kapitänleutnant Joachim-Eberhard Piernay (équipage réduit)  |
| D'octobre à novembre 1918        | Kapitänleutnant der Reserve Kurt Hoffmann (équipage réduit) |